# Heckler & Koch G36
De ontwikkeling van het geweer Heckler & Koch G36 startte begin 1990 als het HK-50 project van de Duitse wapenfabrikant Heckler & Koch. De reden achter dit project was dat het Bundeswehr, na het annuleren van de G11 en G41 alleen nog over de HK G3 beschikte, een ouderwets geweer dat niet voldeed aan de NAVO standaard. Heckler & Koch ontwierp daarom voor het Duitse leger en voor de export een nieuw geweer. Het geweer moest flexibel, betaalbaar en betrouwbaar zijn. 
Dit nieuwe 5,56×45mm NAVO standaardwapen is ingevoerd in het Duitse leger tussen 1995 en 1999. Onder de naam HK G36E werd het door het Spaanse leger in gebruik genomen als standaard infanteriewapen. Het geweer wordt ook ingezet door ordediensten over de hele wereld. Er zijn diverse versies, onder andere de standaard G36, de G36K (iets kleiner dan de G36), de G36C (de volautomatische compacte versie) en de MG36.
De HK G36 kan afgevuurd worden in semiautomatische stand en in de zogenaamde 'burst' modus (2 of 3 kogels). Door het gebruik van geavanceerde coatings op de metalen onderdelen en het vervangen van metaal door polymeren waar mogelijk, is het wapen sterk corrosiebestendig. Het standaard G36 geweer kan uitgevoerd worden met de HK AG36 40 mm granaatwerper. Ook kan een bajonet worden gemonteerd. De Bundeswehr gebruikt hiervoor een AK-74-type bajonet uit voorraden van de voormalige Oost-Duitse Nationale Volksarmee. 
Sinds de jaren negentig zijn ongeveer 180.000 geweren van dit type geleverd aan het Duitse leger. De HK G36 is ontworpen voor het dienstplichtigenleger dat vooral inzetbaar moest zijn in Midden-Europa. In 2012 is de HK G36 in opspraak gekomen vanwege problemen bij de inzet in warmere klimaten. Volgens een rapport liep de trefzekerheid op een afstand van 300 meter met zeker een derde terug of weigerde het wapen helemaal. Medio 2015 denkt het Duitse ministerie van defensie erover de HK G36 te vervangen.